# کلاد کینگ
کلاد کینگ (انگلیسی: Claude King؛ ‏ ۱۵ ژانویهٔ ۱۸۷۵ – ۱۸ سپتامبر ۱۹۴۱) بازیگر اهل بریتانیا بود. وی بین سال‌های ۱۹۱۲ تا ۱۹۴۱ میلادی فعالیت می‌کرد.

## گزیدهٔ نقش‌آفرینی‌ها
- پردیس
- لندن پس از نیمه‌شب
- مو قرمزی
- ساعت مشکی
- دکتر فو مانچو اسرارآمیز
- مادام اکس
- پسر خدایان
- دختر بد
- ارواسمیت
- ممنوع
- قطار سریع‌السیر شانگهای
- شرلوک هولمز
- سواران
- معمای موزه موم
- زیارت
- معمای آقای ایکس
- زندگی‌های یک نیزه‌دار بنگال
- بانی اسکاتلند
- فرشته تاریکی
- آخرین موهیکان
- ستاره‌ای متولد شده‌است
- چهار مرد و یک نیت خیر
- ماری آنتوانت
- بولو
- اگر پادشاه بودم
- ماه نو
- داستان فیلادلفیا
- دکتر جکیل و آقای هاید